# 长柄车前蕨
长柄车前蕨（学名：Antrophyum obovatum）为车前蕨科车前蕨属下的一个种。

## 扩展阅读
- 維基物種上的相關：长柄车前蕨